# 法兰西谷地穆瓦萨克
法兰西谷地穆瓦萨克（法語：Moissac-Vallée-Française，法語發音：[mwasak vale fʁɑ̃sɛz]）是法国洛泽尔省的一个市镇，属于弗洛拉克区。

## 地理
法兰西谷地穆瓦萨克（44°9'47"N, 3°47'4"E）面积27.05 平方千米，位于法国奧克西塔尼大區洛泽尔省，该省份为法国南部内陆省份，北起上盧瓦爾省和康塔爾省，西接阿韦龙省，南至加尔省，东临阿尔代什省。
与法兰西谷地穆瓦萨克接壤的市镇（或旧市镇、城区）包括：法兰西谷地圣克鲁瓦、圣安德烈-德瓦尔博涅、法兰西谷地圣艾蒂安、索马讷、佩罗勒、圣让迪加尔、莱斯特雷许尔、圣日耳曼-德卡尔贝特。

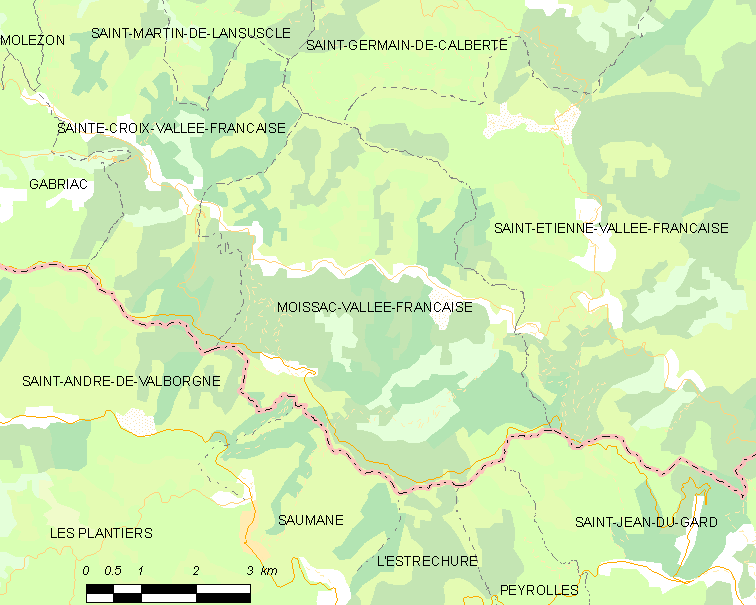
法兰西谷地穆瓦萨克的OSM定位图

法兰西谷地穆瓦萨克的时区为UTC+01:00、UTC+02:00（夏令时）。

## 行政
法兰西谷地穆瓦萨克的邮政编码为48110，INSEE市镇编码为48097。

## 政治
法兰西谷地穆瓦萨克所属的省级选区为勒科莱德代兹县。

## 人口

1962-2008年间法兰西谷地穆瓦萨克人口变化图示

法兰西谷地穆瓦萨克于2022年1月1日时的人口数量为217人。